# Унескова листа Светске баштине у Азербејџану
На територији данашње Републике Азербејџан, према Унесковој листи (закључно са 2019) налазе се укупно 3 објеката који се убрајају у категорију Светске баштине.
Прве две су груписане у целине:
- Стари град Бакуа
- Национални парк Гобустан
- Палата Шакијских канова

## Светска баштина у Азербејџану
| # | Слика | Локалитет                | Локација                            | Датум настанка | На Унеско листи од | №    | Критериј |
| - | ----- | ------------------------ | ----------------------------------- | -------------- | ------------------ | ---- | -------- |
| 1 |       | Стари град Бакуа         | Баку                                | — вв           | 1996, 2000.        | 958  |          |
| 2 |       | Национални парк Гобустан | Бакујски рејон, 64 км од града Баку | — п. н. е.     | 1996, 2007.        | 1076 |          |
| 1 |       | Палата Шакијских канова  | Шаки                                | 1797           | 2001, 2019.        | 1549 |          |